# Rhyacophila vallei
Rhyacophila vallei là một loài Trichoptera trong họ Rhyacophilidae. Chúng phân bố ở miền Cổ bắc.